# 红腹鹃鵙
红腹鹃鵙（学名：Campephaga petiti）是山椒鸟科鹃鵙属的一种，分布于安哥拉、喀麦隆、刚果共和国、刚果民主共和国、加蓬、肯尼亚、尼日利亚和乌干达。其自然栖息地为亚热带或热带的湿润低地森林以及亚热带或热带的湿润山地。